# 任天堂DSi系统软件
任天堂DSi系统软件（Nintendo DSi system software），是一套可升级的靭體版本，也是基於任天堂DSi視訊遊戲控制平台所發展的軟體前端。透过系统的互联网连接可下载升级版本，而任天堂公司會隨時新增或刪除功能模組與軟體。

## 系統更新历史
DSi可以透过主机设定内的系统更新，来新增更多功能、服务或修正错误。日版DSi出厂时的版本编号是“Ver 1.0 J型”。更新时请勿关闭主机电源或切断无线网络，另外更新后也将无法复原。
另外自1.4版本之后的几乎每次系统更新都会加强烧录卡屏蔽机制，下文不再赘述。
2008年11月1日日版发售当日，区域为：日版，版本编号为 “Ver 1.1 J”，主要更新如下：
- 主菜单增加了DSi Ware的频道，提供DSi专用软件的下载。
- 提供任天堂DSi浏览器（Opera定制版）的下载。

2008年12月22日，区域为：日版，版本编号为 “Ver 1.2 J”，主要更新如下：
- 为12月24日开始提供DSiWare下载游戏做好准备。

2009年3月26日，区域为：日版/美版/欧版，版本编号为 “Ver 1.3 J / Ver 1.3 U / Ver 1.3 E”，主要更新如下：
- 在DSi商店增加软件搜索功能和人气软件排行榜。

2009年7月30日，区域为：日版/美版/欧版，版本编号为 “Ver 1.4 J / Ver 1.4 U / Ver 1.4 E”,主要更新如下：
- 支持玩家将摄像头拍摄下来的照片传送到FACEBOOK进行照片共享。

2009年12月19日，区域为：神游版，版本编号为“Ver 1.4.1 C”，主要更新如下：
- 增加“神游DSi商店”。
- 免费获赠1000点神游DSi点数。

2010年4月15日，区域为：韩版，版本编号为“Ver 1.4.1 K”，主要更新如下：
- 增加“任天堂DSi商店”。
- 免费获赠1000/2000/5000点任天堂DSi点数。

2010年9月8日，区域为：日版/美版/欧版/神游版/韩版，版本编号为 “Ver 1.4.1 J / Ver 1.4.1 U / Ver 1.4.1 E / Ver 1.4.2 C / Ver 1.4.2 K”主要更新如下：
- 增加系统稳定性。

2011年5月11日，区域为：日版/美版/欧版/神游版/韩版，版本编号为 “Ver1.4.2 J / Ver 1.4.2 U / Ver 1.4.2 E / Ver 1.4.3 C / Ver 1.4.3 K”主要更新如下：
- 加强系统的安全保护。
- 增加系统稳定性。

2011年6月30日，区域为：日版/美版/欧版/神游版/韩版，版本编号为 “Ver1.4.3 J / Ver 1.4.3 U / Ver 1.4.3 E / Ver 1.4.4 C / Ver 1.4.4 K”主要更新如下：
- 增加系统稳定性。

2012年3月20日，区域为：日版/美版/欧版/神游版/韩版，版本编号为 “Ver1.4.4 J / Ver 1.4.4 U / Ver 1.4.4 E / Ver 1.4.5 C / Ver 1.4.5 K”主要更新如下：
- 增加系统稳定性。

2012年12月13日，区域为：日版/美版/欧版/神游版/韩版，版本编号为 “Ver1.4.5 J / Ver 1.4.5 U / Ver 1.4.5 E / Ver 1.4.6 C / Ver 1.4.6 K”主要更新如下：
- 加强系统的安全保护。